# Ambystoma altamirani
Ambystoma altamirani é uma espécie de anfíbio caudado pertencente à família Ambystomatidae.
É uma espécie nativa do México, onde ocorre em populações isoladas a Sul e Oeste do Vale do México. As populações conhecidas encontram-se em: Lagunas de Zempoala, Monte Ajusco e Desierto de los Leones. Ocorre em altitudes de 2700 a 3200 m.

## Conservação
- O estatuto de conservação, segundo a IUCN, é: Ameaçado (Endangered: EN)
- Este estatuto baseia-se nos critérios: A2ace; B1ab(iii,v)+2ab(iii,v)
- A justificação para esta classificação é:
  - decréscimo populacional acentuado
  - área de ocupação menor que 500 km²
  - área de distribuição severamente fragmentada
- Data da classificação: 21 de Janeiro de 2004

A espécie encontra-se ameaçada por perda de habitat induzida pela actividade humana, nomeadamente o abate ilegal de árvores em parques nacionais, a actividade turística e o aumento de poluição. A presença de espécies invasoras predadoras contribui também para o declínio da população.